# Alfred Chambon
Alfred Chambon, né à Ixelles en 1884 et mort dans la même ville en 1973, est un architecte et designer belge.

## Biographie

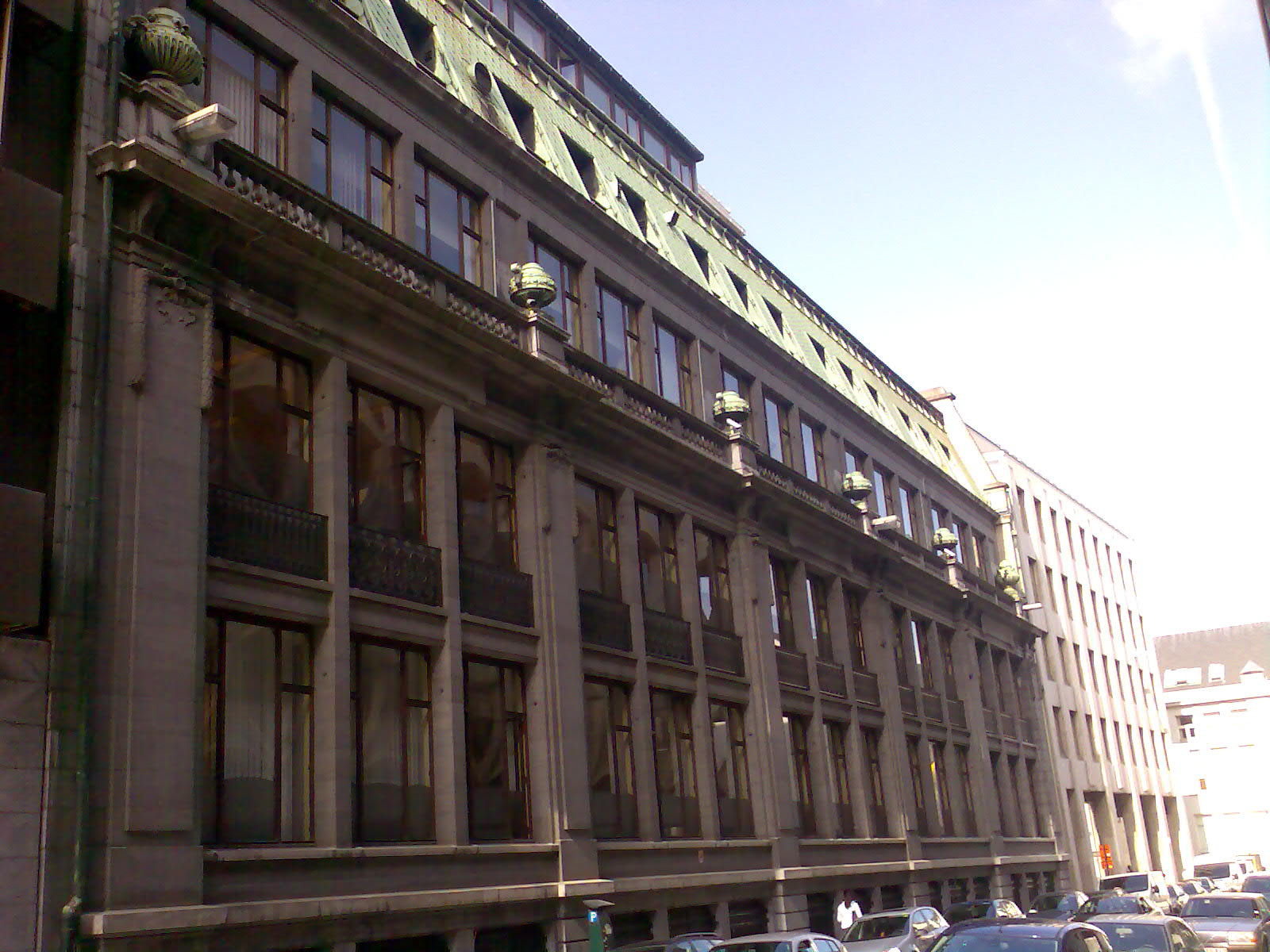
Aile rue des Boîteux de la Caisse d'Épargne à Bruxelles (1930-1934).

Alfred Chambon est un des trois fils d'Alban Chambon (1847-1928), architecte-décorateur français émigré en Belgique en 1868.
Après s'être formé de 1901 à 1904 à l'Académie royale des beaux-arts de Bruxelles, il participa dès 1905 à l'activité du bureau fondé par son père — où ses frères Fernand et Gaston étaient déjà actifs dès 1898 — et en reprit les activités en 1925.
Outre ses activités de bâtisseur, il dessina de nombreux projets de meubles où le métal — cuivre, acier — et la pierre travaillée s'insèrent au bois. Son goût pour le rehaussement de métal et surtout de cuivre se retrouve dans la façade de son extension de la Caisse d'Épargne à Bruxelles.

## Réalisations

### Immeubles de style Beaux-Arts
- 1912 : immeuble « Briant », place Georges Brugmann 6 à 9-9a[1].
- 1930 à 1934 : bâtiment « Boîteux » de la CGER, rue des Boîteux 1b.

### Immeubles de style Art déco
- 1925 : immeuble à appartements,  rue Émile Claus 5[1].

### Autres réalisations
- 1947-1953 : bâtiment « Chambon » de la CGER, rue du Fossé aux Loups 48.